# Tu amor (canção)
"Tu Amor" é uma canção do cantor Jon B presente no álbum Cool Relax (1997), sendo composta por Diane Warren. A canção foi regravada pela grupo norte-americano No Mercy, fazendo parte do álbum More (1998).

## Versão de RBD
"Tu Amor" é uma canção regravada pelo grupo pop mexicano RBD, contida em seu quarto álbum de estúdio e primeiro em língua inglesa, Rebels (2006). A faixa foi escrita por Diane Warren e lançada como primeiro e único single do álbum em 22 de setembro de 2006 pelas gravadoras EMI e Virgin Records.
Os vocais principais em "Tu Amor" são cantados apenas por Christian Chávez, enquanto o resto do grupo fornece vocais básicos sobre os refrãos. "Tu Amor" é uma música romântica com um estilo pop melódico e influências da música latina. O single continuou a abrir portas para a RBD fora da América Latina, já que teve grande sucesso em várias partes do mundo, como Japão, Romênia, Eslovênia, Israel, Rússia e França, onde o grupo ganhou um prêmio pela música.

### Lançamento
De acordo com a escritora Diane Warren e Mediabase, a música foi lançada na rádio americana em 22 de setembro de 2006, depois de ter sido vazada na internet antes da data de lançamento. "Tu Amor" oficialmente estreou no rádio durante o programa On-Air With Ryan Seacrest na KIIS-FM em Los Angeles, Califórnia. De acordo com a AllMusic, o single foi lançado em CD nos Estados Unidos em 24 de novembro de 2006. A música foi mais tarde apresentada na telenovela Rebelde quando foi exibida na TV5, nas Filipinas.

### Vídeo musical
O videoclipe de "Tu Amor" foi dirigido pela coreógrafa e diretora visual Diane Martel e filmado em uma praia em Los Angeles, Califórnia. O vídeo estreou em 23 de outubro de 2006, onde fez sua estreia no número 6 na contagem regressiva de clipes Mi TRL. O clipe também foi exibido no MTV Hits. O vídeo mostra o grupo aproveitando um dia na praia cantando e se divertindo, e mais tarde tem uma aconchegante fogueira à noite.
No videoclipe, nota-se que havia apenas imagens do membro da banda Christopher sozinho no vídeo, não sendo mostradas ele em conjunto com o resto do grupo. Isso se deve ao fato de que Christopher não estava presente por algum motivo no momento em que os outros integrantes da banda estavam filmando o clipe. Suas cenas foram filmadas mais tarde e eventualmente editadas no vídeo.

### Performances ao vivo
Na edição de 2006 do Walmart Soundcheck, um programa patrocinado pela cadeia de varejo Walmart, para promover álbuns sendo lançados, o grupo cantou "Tu Amor" pela primeira vez. Em 24 de novembro de 2006, após a entrevista em inglês do RBD no Yahoo! Música, o grupo também cantou "Tu Amor".
Em 2007, o grupo apareceu no programa de TV dos Estados Unidos CD USA, para cantar a canção. Mais tarde, em 25 de julho de 2007, o grupo cantou "Tu Amor" no programa de TV acústico Confesiones en Concierto no Ritmoson Latino. A terceira turnê mundial do RBD, a Celestial World Tour, também incluiu apresentações de "Tu Amor" como parte do repertório. Em 26 de dezembro de 2020, o grupo realizou um show virtual intitulado Ser o Parecer: The Global Virtual Union onde Chávez interpretou novamente a canção.

### Recepção da critica
Jason Birchmeier da AllMusic comentou que "Tu Amor", o single principal do álbum Rebels, era "perfeito para o projeto" devido à sua "simplicidade" e "produção". Ele também elogiou os vocais de Christian Chávez, afirmando que Chávez é "o cantor mais fluente do grupo, com o refrão cantado em uníssono pelo grupo - é um único feito sob medida para o MTV Tres".

### Recepção comercial
A canção tornou-se o segundo single do RBD a entrar no Billboard Hot 100 dos EUA, onde atingiu a posição #65, o pico mais alto da carreira do grupo no gráfico. No Japão, no entanto, a música conseguiu atingir o número 30 no gráfico de singles do país.

### Formatos e faixas
US CD single
1. "Tu Amor" (Edição de rádio) – 3:50
2. "Tu Amor" (Versão do álbum) – 4:37

US CD maxi-single
1. "Tu Amor" (Edição de rádio) – 3:50
2. "Tu Amor" (Versão do álbum) – 4:37
3. "Tu Amor" (Chico Latino Remix Radio Edit) – 3:28
4. "Tu Amor" (Videoclipe)

Navidad Mix digital download (iTunes only)
1. "Tu Amor" (Navidad Mix) – 4:43

### Prêmios
| Ano  | Cerimônia                              | Nomeação                                                       | Resultado |
| ---- | -------------------------------------- | -------------------------------------------------------------- | --------- |
| 2007 | Les Etolies Cherie FM (França)         | Chanson Internationale De L'Anee (Canção Internacional do Ano) | Venceu    |
| 2007 | Premios Mi TRL Awards (Estados Unidos) | Favorite Video                                                 | Venceu    |

### Créditos e pessoal
Todo o processo de elaboração da canção atribui os seguintes créditos pessoais:
- Alfonso Herrera – vocal
- Anahí – vocal
- Christian Chávez – vocal
- Christopher von Uckermann – vocal
- Dulce María – vocal
- Maite Perroni – vocal
- Diane Warren – compositora e produtora
- Khris Kellow – produtor

### Posição nas paradas
| Charts (2006)                            | Maior posição |
| ---------------------------------------- | ------------- |
| Estados Unidos Billboard Hot 100         | 65            |
| Estados Unidos Billboard Radio Songs     | 51            |
| Estados Unidos Billboard Latin Pop Songs | 36            |
| Estados Unidos Billboard Rhythmic Songs  | 30            |
| Estados Unidos Billboard Pop Songs       | 29            |

### Histórico de lançamentos
| País   | Versão              | Data                   | Formato             | Gravadora            | Ref.   |
| ------ | ------------------- | ---------------------- | ------------------- | -------------------- | ------ |
| México | "Tu Amor"           | 22 de setembro de 2006 | CD download digital | EMI Virgin Universal | [ 14 ] |
| Mundo  | "Tu Amor (En Vivo)" | 29 de março de 2021    | Download digital    | Universal            | [ 15 ] |